# Elvis Ossindji
 (juillet 2024).
Elvis Ossindji Binou est un homme politique gabonais, et ancien ministre des Mines et de la Géologie.

## Biographie
Titulaire d’un Master de l’université de Bordeaux, en France. Il est l'ancien directeur général de la société equatoriale des mines. 
En mars 2022, il est nommé lors d'un remaniement ministériel, ministre des Mines et de la géologie,. Il est également Chef de file de la Task-Force Mines.